# Hecatera leuconota
Hecatera leuconota är en fjärilsart som beskrevs av Eduard Friedrich Eversmann 1837. Hecatera leuconota ingår i släktet Hecatera och familjen nattflyn. Inga underarter finns listade i Catalogue of Life.